# 天主教濱河聖尼古拉斯教區
天主教濱河聖尼古拉斯教區（拉丁語：Dioecesis Sancti Nicolai de los Arroyos）是阿根廷一個羅馬天主教教區，位于城市滨河圣尼古拉斯，屬布宜諾斯艾利斯總教區。
教區成立於1947年3月3日，包括布宜諾斯艾利斯省北部十二縣。2004年有教友390,000人（佔轄區總人口91.3%）、五十一個堂區、八十九名司鐸。現任教區主教為埃克托爾·薩巴蒂諾·卡德利。